# 歌 (渋谷すばるのアルバム)
『歌』（うた）は、渋谷すばるのカバーアルバム。2016年2月10日にINFINITY RECORDSから発売された。

## 概要
- 自身初のカバーアルバム。
- CDは初回限定盤、通常盤の2形態で発売。
- カバーする楽曲は自身が選曲をしている[2]。
- 初回限定盤の特典DVDには、レコーディング映像を使ったドキュメンタリームービー「『歌』レコーディング・ムービー」を収録。
- 通常盤には、ボーナストラックとして、自身がメインボーカルを務めていた関ジャニ∞の楽曲「オモイダマ」をボーカルとコーラスのみの「『歌』ver.」で収録。
- 2016年2月1日、自身の公式サイトにて、アルバムに収録される全8曲の試聴を開始し、更に、特設サイトでは、初回限定盤付属DVDに収録される映像の一部も公開された[4]。

## 販売形態
- 発売日：2016年2月10日
  - 初回限定盤（JACA-5574~5575：CD+DVD）
    - 紙ジャケット仕様

  - 通常盤（JACA-5576：CD）
    - 紙ジャケット仕様
    - フォトブック封入

## 収録曲

### CD
※は通常盤のみ収録。カッコ内は原曲アーティスト。
1. スローバラード（RCサクセション）
2. マンピーのG★SPOT（サザンオールスターズ）
3. ファンキー・モンキー・ベイビー（キャロル）
4. First Love（宇多田ヒカル）
5. 元気を出して（竹内まりや）
6. 君がいないから（安全地帯）
7. 言葉にできない（オフコース）
8. SWEET MEMORIES（松田聖子）
9. オモイダマ「歌」ver.（関ジャニ∞）※
10. Secret Talk※

### 特典DVD（初回限定盤）
1. 「歌」レコーディング・ムービー

## 関連ライブ
- 渋谷すばる LIVE TOUR 2016 歌（2016年2月18日 - 3月27日、全10公演）